# Eusèbia (emperadriu)
Eusèbia, en llatí Eusebia o Flavia Eusebia, va ser una dama romana, la segona esposa de l'emperador Constanci II.
El seu pare es deia probablement Flavi Eusebi, nascut a Tessalònica i d'origen humil, però que va arribar al càrrec de Magister militum. Eusèbia tenia dos germans, Flavi Eusebi i Flavi Hipaci, que van ser cònsols l'any 359.
Tenia molta influència sobre el seu marit, i va aconseguir que quan Constanci va fer matar Constanci Gal i altres membres de la seva família, perdonés la vida a Julià i l'enviés a Atenes a continuar els seus estudis. L'any 355 Eusèbia va persuadir Constanci perquè nomenés cèsar a Julià, que va enviar-lo a les Gàl·lies vigilat pels seus generals per a evitar qualsevol conspiració. Eusèbia també va aconseguir que Julià es casés amb la germana de Constanci i cosina seva Helena Flàvia Júlia, filla de Constantí el Gran.
Eusèbia va voler tenir fills, però no se'n va sortir. Va morir l'any 360. L'emperador Julià li va escriure un panegíric. La font principal d'informació sobre Eusèbia és Ammià Marcel·lí.